# 旦敬介
旦 敬介（だん けいすけ、1959年11月5日 - ）は、日本のラテンアメリカ文学者、作家、翻訳家。明治大学国際日本学部教授。
前妻はウガンダ出身であり、お笑いコンビ・コロナクラウンのリロイ太郎は息子。

## 来歴
名古屋市生まれ、東京都育ち、10歳の頃はロンドンで過ごす。1983年東京大学教養学部フランス科卒。1984年よりメキシコシティに留学。1986年同大学院総合文化研究科地域文化研究修士課程中退。この頃、港千尋、管啓次郎、赤間啓之、今福龍太らとともに同人誌「MÉLI-MÉLO」（発行：オフィス・エキノクシアル、発売：七月堂）に参加する。英語、スペイン語、ポルトガル語の翻訳家の傍ら、「BRUTUS」「エスクァイア」などの雑誌でトラベル・ライターとして活動する。マドリードやナイロビ、ブラジルで生活した後に帰国し、各大学非常勤講師を務める。2001年明治大学法学部専任講師、2003年助教授、2007年准教授。2008年に国際日本学部准教授となり、2010年教授。

## 受賞
2014年、『旅立つ理由』で第65回読売文学賞（随筆・紀行賞）受賞。

## 著作
- 『ラテンアメリカ文学案内』（野谷文昭共編、冬樹社、文学の祭典） 1984
- 『逃亡篇』（日本放送出版協会） 1993
- 『ようこそ、奴隷航路へ』（新潮社） 1994
- 『ライティング・マシーン ウィリアム・S・バロウズ』（インスクリプト） 2010
- 『旅立つ理由』（岩波書店） 2013

## 翻訳
- 『ビルカバンバ地方についての記録』（オカンポ、岩波書店、大航海時代叢書） 1984
- 『ペルー王国史』（ペドロ・ピサロほか、増田義郎共訳・注、岩波書店、大航海時代叢書） 1984
- 『フリークス 秘められた自己の神話とイメージ』（レスリー・フィードラー、伊藤俊治・大場正明共訳、青土社 1986、新版 2019
- 『世界終末戦争』（マリオ・バルガス＝リョサ、新潮社、新潮・現代世界の文学） 1988、新版 2010／改訂版・岩波文庫(上下) 2025年7・8月
- 『歪んだ真珠 バロックのコスモロジー』（セベロ・サルドゥイ、筑摩書房、バロック・コレクション）1989
- 『アマゾンの皇帝』（マルシオ・ソウザ、弘文堂、ラテンアメリカ・シリーズ） 1989
- 『鉄と絹』（マーク・ザルツマン、角川書店） 1990
- 『幸福な無名時代』（ガブリエル・ガルシア＝マルケス、筑摩書房） 1991、ちくま文庫 1995 - ルポルタージュ
- 『地球は燃えている』（アレックス・シューマトフ、新潮社） 1992
- 『夜明けの瞼 鰐と人の共通の運命』（アリスター・グレイアム、リブロポート） 1993
- 『十二の遍歴の物語』（G・ガルシア=マルケス、新潮社、新潮・現代世界の文学） 1994、新版「マルケス全小説」2008
- 『戦いの後の光景』（フアン・ゴイティソーロ、みすず書房） 1996
- 『愛その他の悪霊について』（G・ガルシア＝マルケス、新潮社、新潮・現代世界の文学） 1996、新版「マルケス全小説」2007
- 『サンタ・エビータ』（トマス・エロイ・マルティネス、文藝春秋） 1997
- 『小さな場所』（ジャメイカ・キンケイド、平凡社、新しい世界文学シリーズ） 1997
- 『誘拐』（ガルシア・マルケス、角川春樹事務所） 1997／改訂版『誘拐の知らせ』（ちくま文庫） 2010 - ノンフィクション
- 『ラブ・ストーリーを読む老人』（ルイス・セプルベダ、新潮社） 1998
- 『アイクラー・ホームズ 理想の住まいを探して』（ジェリー・ディットー,ラニング・スターン、フレックス・ファーム） 1999
- 『匂いの記憶 知られざる欲望の起爆装置 ヤコブソン器官』（ライアル・ワトソン、光文社） 2000
- 『ダーク・ネイチャー 悪の博物誌』（ライアル・ワトソン、筑摩書房） 2000
- 『ジャン・プルヴェ コンパクト・デザイン・ポートフォリオ』（マリサ・バルトルッチ,ラウル・カブラ編、フレックス・ファーム） 2001
- 『無限の言語 初期評論集』（ホルヘ・ルイス・ボルヘス、国書刊行会） 2001
- 『悪魔とプリン嬢』（パウロ・コエーリョ、角川書店） 2002、角川文庫 2004
- 『11分間』（パウロ・コエーリョ、角川書店） 2004、角川文庫 2006
- 『ザーヒル』（パウロ・コエーリョ、角川書店） 2006、角川文庫 2009
- 『知への賛歌 修道女フアナの手紙』（ソル・フアナ、光文社古典新訳文庫） 2007
- 『生きて、語り伝える』（G・ガルシア=マルケス、新潮社） 2009 - 回想記
- 『ウイダーの副王』（ブルース・チャトウィン、みすず書房） 2015
- 『ラ・カテドラルでの対話』上・下（バルガス＝リョサ、岩波文庫） 2018
- 『七つの殺人に関する簡潔な記録』（マーロン・ジェイムズ、早川書房） 2019
- 『父ガルシア=マルケスの思い出　さようなら、ガボとメルセデス』（ロドリゴ・ガルシア、中央公論新社） 2021
- 『パラディーソ』（ホセ・レサマ＝リマ、国書刊行会） 2022
- 『出会いはいつも八月』（G・ガルシア＝マルケス、旦敬介訳、新潮社） 2024年3月 - 未完の遺作